# Henrietta, Texas
Henrietta är en stad i den amerikanska delstaten Texas med en yta av 12,3 km² och en folkmängd som uppgår till 3 264 invånare (2000). Henrietta är administrativ huvudort i Clay County.